# Choux (Jura)
Choux es una localidad y comuna francesa situada en la región de Franco Condado, departamento de Jura, en el distrito de Saint-Claude y cantón de Bouchoux.

## Demografía
| 139 | 121 | 90 | 81 | 135 | 118 | 144 |
| Para los censos de 1962 a 1999 la población legal corresponde a la población sin duplicidades (Fuente: INSEE [Consultar]) |     |    |    |     |     |     |